# Valentine Blomfield
Valentine Blomfield, britanski general, * 29. marec 1898, † 11. januar 1980.